# Arenaria inconspicua
Arenaria inconspicua är en nejlikväxtart som beskrevs av Hand.-mazz. Arenaria inconspicua ingår i släktet narvar, och familjen nejlikväxter. Inga underarter finns listade i Catalogue of Life.